# Ритц (лунный кратер)
Кратер Ритц (лат. Ritz) — крупный ударный кратер в южном полушарии обратной стороны Луны. Название присвоено в честь швейцарского физика-теоретика и математика Вальтера Ритца (1878—1909) и утверждено Международным астрономическим союзом в 1970 г. 

## Описание кратера

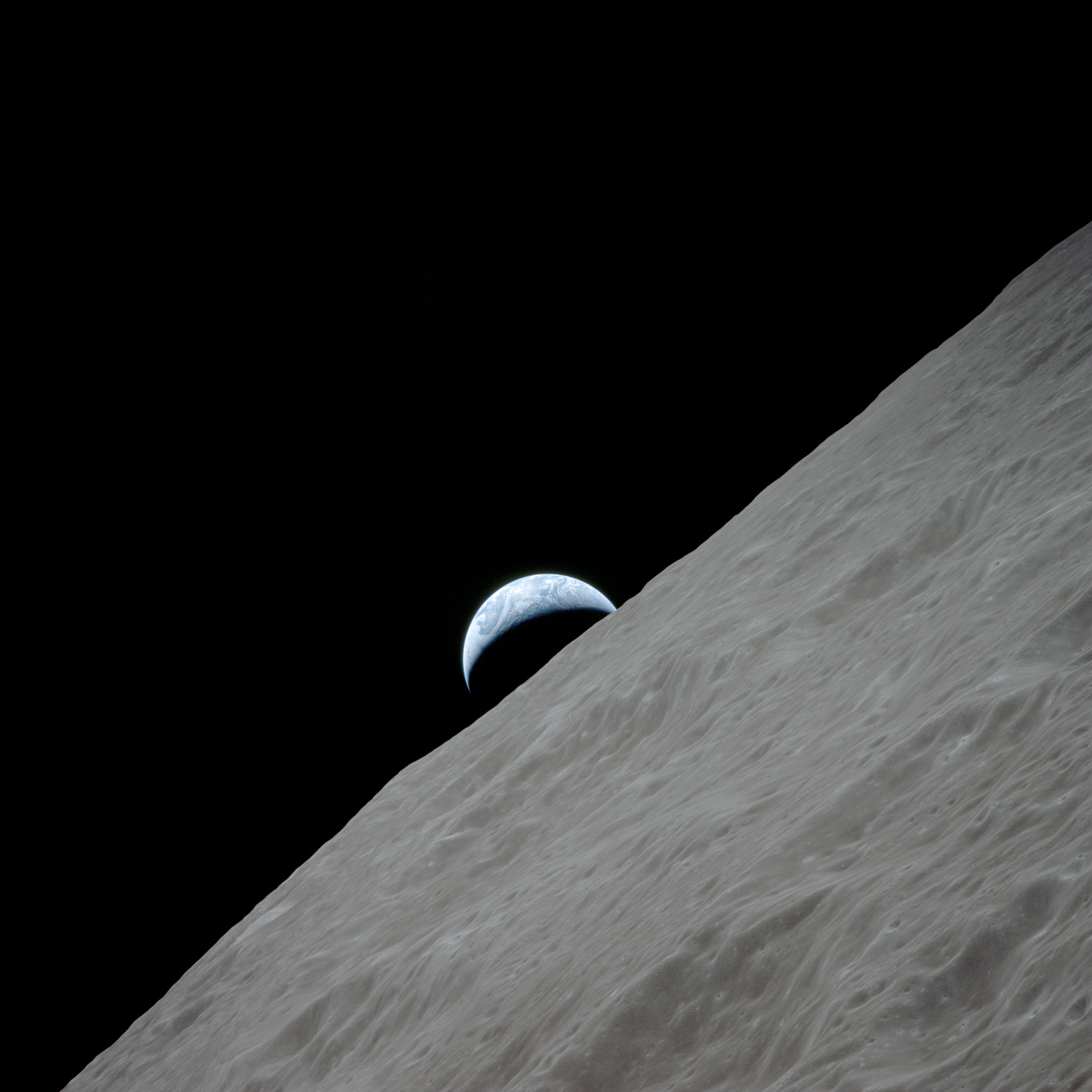
Восход Земли над кратером Ритц. Снимок с борта Аполлона-17.

Ближайшими соседями кратера являются кратер Бруннер на севере-северо-западе; кратер Ганский на северо-востоке; кратер Склодовская на юго-востоке и кратер Шорр на юго-западе. Селенографические координаты центра кратера 15°22′ ю. ш. 92°23′ в. д. / 15,37° ю. ш. 92,38° в. д., диаметр 53,8 км, глубина 2,4 км.
Кратер имеет полигональную форму и значительно разрушен. Вал сглажен и перекрыт множеством маленьких и мелких кратеров. К юго-восточной части вала примыкает сателлитный кратер Ритц J. Высота вала над окружающей местностью достигает 1130 м, объем кратера составляет приблизительно 2100 км³. Дно чаши пересеченное, отмечено множеством мелких кратеров, без приметных структур.
Несмотря на расположение на обратной стороне Луны при благоприятной либрации кратер доступен для наблюдения с Земли, однако под низким углом и в искаженной форме.

## Сателлитные кратеры

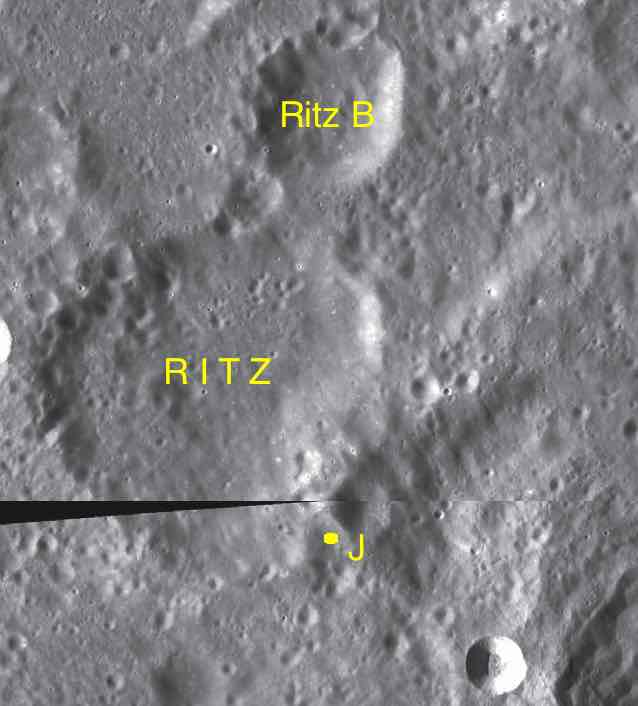
Фрагменты карт LAC-82, LAC-100.

| Ритц | Координаты                                            | Диаметр, км |
| ---- | ----------------------------------------------------- | ----------- |
| B    | 13°50′ ю. ш. 93°02′ в. д. / 13,83° ю. ш. 93,04° в. д. | 26,8        |
| J    | 16°15′ ю. ш. 93°01′ в. д. / 16,25° ю. ш. 93,01° в. д. | 8,5         |